# Pulau Kultubai Utara
Pulau Kultubai Utara är en ö i Indonesien. Den ligger i provinsen Moluckerna, i den östra delen av landet, 3 100 km öster om huvudstaden Jakarta. Arean är 0,33 kvadratkilometer.
Terrängen på Pulau Kultubai Utara är mycket platt. Öns högsta punkt är 14 meter över havet. Den sträcker sig 0,8 kilometer i nord-sydlig riktning, och 1,2 kilometer i öst-västlig riktning.